# Strömsnäs Bruk
Strömsnäs Bruk var ett pappersbruk i Strömsnäsbruk i Småland.
Företaget grundades 1896 och vid torpet Strömsnäs, som låg intill ån Lagan, byggde man ett pappersbruk med tre pappersmaskiner. Markområdet köpte man av Delary bruk som köpt in detsamma till lastningsplats för sin flottled på Lagan. I köpet ingick också två vattenfall på ömse sidor av ån. Vid starten hade bolaget ett aktiekapital på 800 000 kronor satsat av ägarkretsen kring företagen Manufaktur AB och Malmö Yllefabriks AB i Malmö.
Pappret tillverkades av pappersmassa från Delary sulfatfabrik, från vilket det transporterades på Delary-Strömsnäsbruk Järnväg. 1905 byggde man även en egen massafabrik som tillverkade sulfitmassa och 1910 började man att tillverka smörpapper. Samhället som växte upp kring anläggningen var fram till slutet av 1970-talet mer eller mindre synonymt med bruket.
Bruket utökades efterhand med fler pappersmaskiner och 1930 installerades en maskin för sammanklistring av papper till kartong. År 1937 började man att tillverka papperssäckar och under andra världskriget tillverkade man också pappkartonger och papperssnören.
År 1955 var säckfabriken Sveriges största med en kapacitet på 58 miljoner säckar per år och på 1960-talet var bruket Kronobergs största arbetsgivare med mer än 800 anställda.
Massabruket lades ned 1974 och pappersbruket 1981. Säckfabriken övertogs av Korsnäs-Marma, som drev den till 2001, då tillverkningen flyttade till Danmark.

## Fortsatt verksamhet
Efter nedläggningen revs en del av byggnaderna och resten hyrdes ut till olika företag.
En fiskodling som producerar äkta kaviar från sibirisk stör inreddes i en del av lokalerna år 2017.